# John Crosby
Pour les articles homonymes, voir Crosby.
John Crosby, né le 18 mai 1912 à Milwaukee dans le Wisconsin et mort le 7 septembre 1991 à Esmont en Virginie, est un journaliste et écrivain américain, auteur de roman policier.

## Biographie
Après des études à la Phillips Exeter Academy et un court séjour à l'université Yale, il est journaliste tout d’abord au The Milwaukee Sentinel, puis pendant 25 ans au New York Herald Tribune, dont un an au service de son édition parisienne, avec une interruption pendant la Seconde Guerre mondiale. Il passe cinq ans au Army News Service (en) où il atteint le grade de capitaine. Après la guerre, il travaille également pour la radio et pour la télévision. De 1965 à 1975, il collabore régulièrement au London Observer (en).
Il publie son premier roman Never Let Her Go en 1970. En 1980, son premier roman traduit en français Mais où sont passés les F.22 de l’U.S. Air Force ? (Dear Judgment) raconte l'histoire du vol de deux avions de chasse de l’armée de l’air américaine.
En 1979, il crée le personnage de Horatio Cassidy spécialiste d’histoire médiévale, ancien agent de la CIA que l’auteur qualifie lui-même comme « anti-chrétien, anti-CIA et anti-gouvernement en général ». Le premier roman d’une série de quatre, Le Clou de la saison (Party of the Year) est récompensé en 1982 du Grand prix de littérature policière. Claude Mesplède le qualifie de « petit chef-d’œuvre, un tantinet hors normes, que tout amateur se doit de lire et de relire. Meilleur livre de l’année, ce roman de Crosby est sans conteste une réussite qui se dévore d’une traite en dépit de son côté touffu – mais jamais confus – et multiple. »
John Crosby meurt d’un cancer en 1991.

## Œuvre

### SérieHoratio Cassidy
- Party of the Year, 1979
  - Le Clou de la saison, Série noire no 1849, 1981 ; réédition, 10/18, collection Grands Détectives no 2613, 1995 ; réédition Suspense, Édition Cercle polar, 2001 ; réédition La bibliothèque policière de Jean-Claude Zylberstein no 3, 2012
- Men in Arms, 1983
  - Tu paies un canon ?, Série noire no 1970, 1984 ; réédition 10/18, collection Grands Détectives no 2657, 1995
- Take No Prisoners, 1985
  - Pas de quartier !, 10/18, collection Grands Détectives no 2747, 1996
- The Wingwalker, 1989
  - À la volée, 10/18, collection Grands Détectives no 2883 1997

### Autres romans
- Never Let Her Go, 1970
- Sappho in Absence, 1970
- The Literary Obsession, 1973
- Contract on the President, 1973
- The White Telephone, 1974
- An Affair of Strangers, 1975
- Nightfall ou Snake, 1976
- The Company of Friends, 1977
- Dear Judgment, 1978
  - Mais où sont passés les F.22 de l’U.S. Air Force ?, Éditions de Trévise, 1980
- The Family Worth, 1987

## Prix
- Grand prix de littérature policière 1982 pour Le Clou de la saison[3]

## Sources
- Claude Mesplède (dir.), Dictionnaire des littératures policières, vol. 1 : A - I, Nantes, Joseph K, coll. « Temps noir », 2007, 1054 p. (ISBN 978-2-910-68644-4, OCLC 315873251), p. 380-381 (personnage Horatio Cassidy) et 507-508 (John Crosby).
- Claude Mesplède, Les années "Série noire" bibliographie critique d'une collection policière, t. 4 : 1972-1982, Amiens, Encrage, coll. « Travaux » (no 25), 1995 (ISBN 978-2-906-38963-2).
- Claude Mesplède, Les années "Série noire" bibliographie critique d'une collection policière, vol. 5 : 1982-1995, Amiens, Encrage, coll. « Travaux » (no 36), 2000.
- Claude Mesplède et Jean-Jacques Schleret, SN, voyage au bout de la Noire : inventaire de 732 auteurs et de leurs œuvres publiés en séries Noire et Blème : suivi d'une filmographie complète, Paris, Futuropolis, 1982, 476 p. (OCLC 11972030).